# محمية مجامع الهضب
محمية مجاميع الهضب هي محمية طبيعة في المملكة العربية السعودية تحت إشراف المركز الوطني لتنمية الحياة الفطرية، تقع محمية مجاميع الهضب على بعد حوالي 80 كيلومتر شرق مدينة رنية، تبلغ مساحتها حوالي 2256.4 كيلومتراً مربّعا، تتميز المحمية بالجبال البركانية الداكنة والسهول الصحراوية الرملية إلى جانب احتوائها على الكثير من القباب الجرانيتية المتقشرة ذات ألوان باهتة.
استطاع المركز الوطني لتنمية الحياة الفطرية من تسجيل 48 نوع نباتي في المحمية، كما وجد أن المحمية تحتوي على مجموعات كبيرة من أشجار السمر والطلح والسدر والسرح والبان بصفة رئيسية.